# Bahamas nos Jogos Pan-Americanos de 1963
As Bahamas competiu nos Jogos Pan-Americanos de 1963 em São Paulo de 20 de abril a 5 de maio de 1963. Não conquistou medalhas nesta edição.